# Чистоозерка
Чистоозе́рка (рос. Чистоозёрка) — село у складі Зав'яловського району Алтайського краю, Росія. Адміністративний центр та єдиний населений пункт Чистоозерської сільської ради.

## Населення
Населення — 1292 особи (2010; 1433 у 2002).
Національний склад (станом на 2002 рік):
- росіяни — 91 %